# Mons Kallentoft
Mons Erik Ingemar Kallentoft (ur. 15 kwietnia 1968 we Vreta klosters w Östergötland) – szwedzki pisarz i dziennikarz.

## Życiorys
Wychowywał się w Ljungsbro, w pobliżu Linköpingu. Pracował jako dziennikarz, a także w reklamie. Obecnie zamieszkały w Sztokholmie. Autor powieści kryminalnych z detektyw Malin Fors w roli głównej.

## Powieści

### Seria z Malin Fors
- Ofiara w środku zimy (Midvinterblod) - 2007,
- Śmierć letnią porą (Sommardöden) - 2008,
- Jesienna sonata (Höstoffer) - 2009,
- Zło budzi się wiosną (Vårlik) - 2010,
- Piąta pora roku (Den femte årstiden) - 2011,
- Wodne anioły (Vattenänglar) - 2012,
- Duchy wiatru (Vindsjälar) - 2013,
- Ziemna burza (Jordstorm) - 2014,
- Łowcy ognia (Eldjägarna) - 2015,
- Zapach diabła (Djävulsdoften) - 2016,
- Pocałunek kata (Bödelskyssen) - 2019,
- Krzyk do nieba (Himmelskriket) - 2020
- Satanskäftarna - 2020
- Blickfångarna - 2021
- Isgudarna - 2024.

### Seria Hercules
- Na imię mi Zack (Zack) - 2014[3] (wraz z Markusem Luttemanem),
- Leon - 2015[3] (wraz z Markusem Luttemanem),
- Bambi - 2018[4] (wraz z Markusem Luttemanem),
- Heroina - 2018[5] (wraz z Markusem Luttemanem),
- Falco - 2018 (wraz z Anną Karoliną),
- Albino - 2019 (wraz z Anną Karoliną)
- Olympia - 2021
- Grissly - 2022
- Amason - 2023.

### Seria Palma
- Patrz, jak spadam - 2019,
- Słuchaj, jak szepczę - 2020.

### Seria Underdogs
- Kärlekens algoritm - 2022,
- Älska dig länge - 2023,
- Lilla darling du - 2024.

### Inne
- Pesetas (dreszczowiec) - 2000 (debiut literacki[1]),
- Marbella Club - 2002,
- Fräsch, frisk och spontan - 2005,
- Food junkie. Livet, maten, döden - 2013.

## Nagrody
Otrzymał następujące nagrody:
- Katapultpriset w 2001,
- Gourmand World Cookbook Award w 2005,
- Hagdahlspriset w 2008,
- Premio Espana w 2009.